# Università del Maine
L'Università del Maine è un'università statunitense pubblica con sede a Orono, Contea di Penobscot, nel Maine.

## Storia
L'università fu fondata nel 1865 come Maine College of Agriculture and the Mechanic Arts per poi assumere l'attuale denominazione nel 1897, tranne un piccolo periodo quando cambiò in University of Maine at Orono.

## Sport
I Black Bears, che fanno parte della NCAA Division I, sono affiliati alla America East Conference. Il baseball, il football americano e l'hockey su ghiaccio (di cui Maine è campione NCAA nel 1993 e nel 1999) sono gli sport principali, le partite interne vengono giocate all'Alfond Stadium e indoor al Cross Insurance Center.

### Pallacanestro
Maine è uno dei college meno rappresentativi nella pallacanestro, non è mai riuscito a giungere alla March Madness; gli unici due Black Bears giunti nella NBA sono Jeff Cross e Rick Carlisle (campione nel 1986 con i Boston Celtics e come allenatore nel 2011 con i Dallas Mavericks).